# Saïd Nafa
Saïd Nafa (ou Said Nafaa) est un homme politique arabe israélien né le 1er avril 1953, devenu le 25 avril 2007 député du parti Balad à la Knesset depuis la démission d'Azmi Bishara le 22 avril.
Cet avocat arabe de religion druze qui vit à Beit Jann, un village druze de Galilée, avec sa femme et ses 9 enfants a fait de la prison en tant qu'objecteur de conscience (les Druzes d'Israël sont soumis à la conscription). Il a été membre du Parti communiste israélien de 1967 à 1997. Dans les années 1990, il a été maire et maire-adjoint de sa localité. En 1999, il a adhéré au parti Balad en même temps qu'un grand nombre de Druzes, et en 2001 il a créé un "Pacte des Druzes libres" dont l'objectif est de mettre un terme à la conscription des Druzes et d'affirmer que les Druzes sont une composante inaliénable des Arabes palestiniens d'Israël, et de la nation palestinienne. En 2003, il a fondé un comité rassemblant des dirigeants druzes du monde arabe, principalement de Syrie et du Liban, dont Walid Joumblatt,.

## Sources
1. ↑  (en) Yoav Stern et Jack Khoury, Attorney Said Nafa to replace MK Bishara in case of resignation, Haaretz, 10 avril 2007
2. ↑  (en) Yoav Stern et Jack Khoury, Balad MK-to-be opposes 'Israelization', is a conscientious objector, Haaretz, 2 mai 2007